# Simon Dickie
Simon Charles Dickie (ur. 31 marca 1951 w Waverley, zm. 13 grudnia 2017 w Taupō) – nowozelandzki wioślarz, sternik, trzykrotny medalista olimpijski.

## Kariera
Wystąpił na igrzyskach olimpijskich w Meksyku w 1968, gdzie osada Nowej Zelandii w składzie: Dick Joyce, Dudley Storey, Ross Collinge, Warren Cole i Simon Dickie zdobyła złoty medal w czwórkach ze sternikiem. W wyścigu finałowym o 2,58 sekundy wyprzedzili osadę NRD i a o 3,42 sekundy osadę Szwajcarii. Był to pierwszy złoty medal dla Nowej Zelandii w wioślarstwie. Na rozgrywanych cztery lata później igrzyskach olimpijskich w Monachium startował w ósemkach. Tony Hurt, Wybo Veldman, Dick Joyce, John Hunter, Lew Wilson, Joe Earl, Trevor Coker, Gary Robertson i Simon Dickie zdobyli złoty medal, wyprzedzając osadę USA o 2,67 sekundy i osadę NRD o 2,73 sekundy. Brał też udział w igrzyskach olimpijskich w Montrealu w 1976, gdzie nowozelandzka ósemka: Ivan Sutherland, Trevor Coker, Peter Dignan, Lew Wilson, Joe Earl, Dave Rodger, Alec McLean, Tony Hurt i Simon Dickie zajęła trzecie miejsce. W finale o 5,22 sekundy szybsza była osada NRD, a o 2,69 wyprzedziła ich osada Wielkiej Brytanii.
W ósemkach zdobył również brązowy medal na mistrzostwach świata w St. Catharines (1970) oraz złoty na mistrzostwach Europy w Kopenhadze (1971).
Po zakończeniu kariery prowadził własną firmę turystyczną. Jego żona, Susanna, zmarła 1996; mieli razem trzy córki.